# Villares de la Reina
Villares de la Reina es un municipio y localidad española perteneciente a la comarca de La Armuña, provincia de Salamanca, en la comunidad autónoma de Castilla y León.
Su término municipal está formado por los núcleos de población de Aldeaseca de la Armuña, Polígono Los Villares, Villares de la Reina (capital), Fuente Serrana, El Helmántico, la urbanización La Mina, la urbanización El Viso y la urbanización Las Bizarricas. Ocupa una superficie total de 21,81 km² y según los datos demográficos recogidos por el INE en 2017, cuenta con una población de 6256 habitantes.

## Toponimia
El origen del nombre de la localidad es una referencia directa a su repoblación, ya que el término «villar» se traduciría como «pueblo» en lengua leonesa, aludiendo el nombre de Villares a varios poblados, que posiblemente se tratase de varios pequeños núcleos cercanos que se fusionaron en torno al Villar de la Reyna que recoge la documentación medieval.
En cuanto a su apellido de "la Reina", hace referencia a la reina Berenguela, esposa del rey Alfonso IX de León, que tuvo en la localidad su residencia durante un tiempo en la actual finca de "Los Palacios".

## Geografía
Se integra dentro de la comarca de La Armuña, dentro del partido judicial de Salamanca y del área metropolitana de la ciudad de Salamanca, de la que se encuentra a 5 kilómetros. 
El término municipal está atravesado por la autovía de Castilla (A-62) entre los pK 234 y 237, por la carretera nacional N-620, por la autovía Ruta de la Plata (A-66) con su correspondiente carretera convencional N-630, por la carretera provincial SA-605, que une Salamanca con La Vellés, y por carreteras locales que permiten la comunicación con Monterrubio de Armuña, Cabrerizos y Villamayor. 
El relieve del municipio se caracteriza por ser bastante llano, con una altitud que oscila entre los 860 metros al noreste y los 792 metros a orillas del arroyo del Valle. El pueblo se alza a 818 metros sobre el nivel del mar. 
| Noroeste: Castellanos de Villiquera | Norte: Monterrubio de Armuña | Noreste: San Cristóbal de la Cuesta |
| Oeste: Villamayor                   |                              | Este: Castellanos de Moriscos       |
| Suroeste: Villamayor                | Sur: Salamanca               | Sureste: Cabrerizos                 |

## Historia

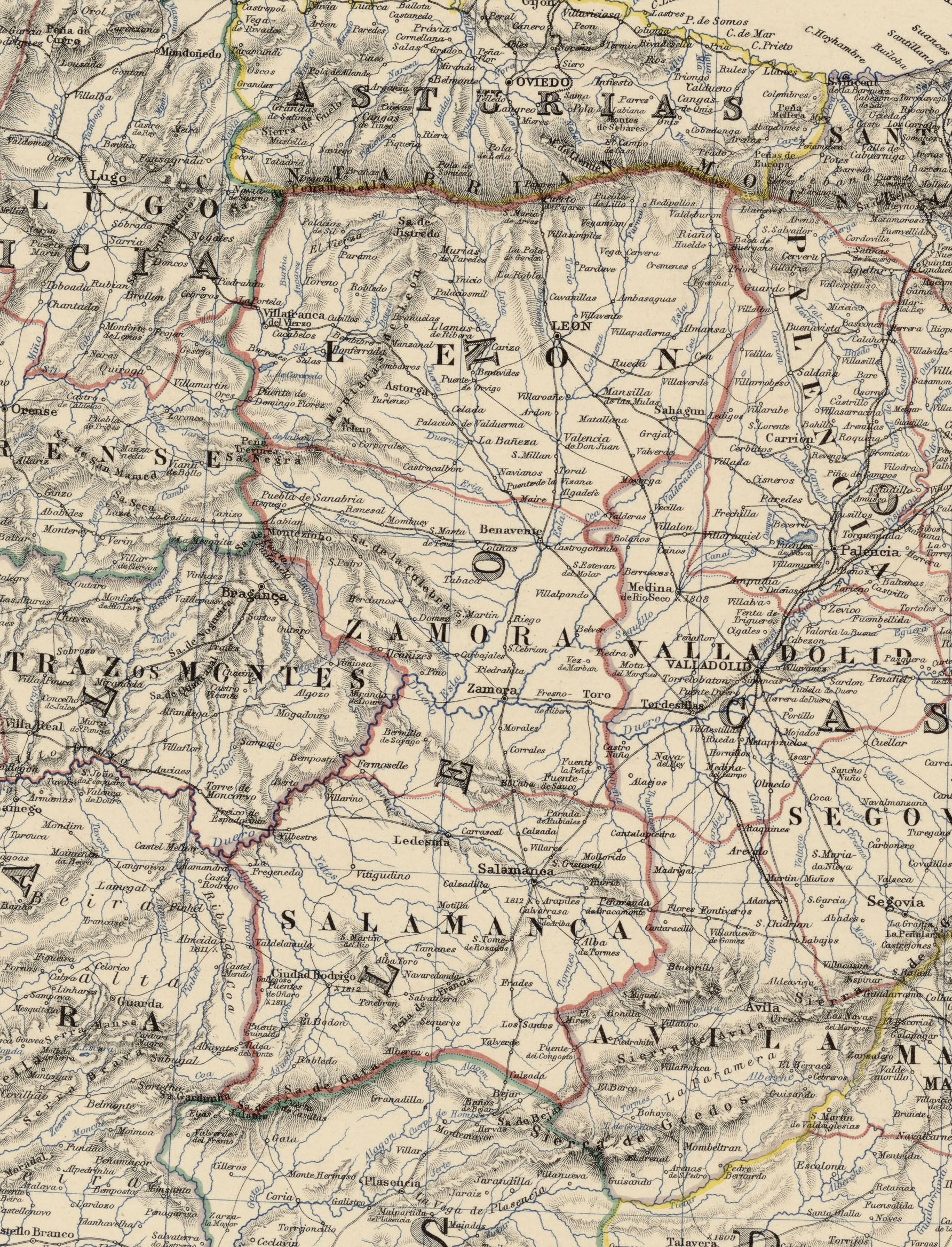
Detalle del mapa Spain & Portugal, realizado en 1864 por Keith Johnston, en el que se puede observar Villares

Villares fue fundado como localidad en la Edad Media por orden de los reyes de León, quedando encuadrado en el cuarto de Armuña de la jurisdicción de Salamanca, dentro del Reino de León, denominándose entonces Villar de la Reyna.
Con la creación de las actuales provincias en 1833, Villares de la Reina quedó encuadrado en la provincia de Salamanca, dentro de la Región Leonesa.

## Demografía
Villares de la Reina cuenta con una población de 6723 habitantes (INE 2024).
| Gráfica de evolución demográfica de Villares de la Reina entre 1842 y 2021                                          |
| |
| Población de derecho según los censos de población del INE Población de hecho según los censos de población del INE |

Por su pertenencia al área metropolitana de Salamanca en los últimos años ha aumentado su población. Además acoge uno de los polígonos industriales de la capital, Los Villares.

### Núcleos de población
El municipio se divide en varios núcleos de población, que poseían la siguiente población en 2018 según el INE.
| Núcleo de población              | Población |
| -------------------------------- | --------- |
| Villares de la Reina             | 4331      |
| Aldeaseca de Armuña              | 993       |
| El Helmántico                    | 924       |
| Fuente Serrana                   | 36        |
| Polígono industrial Los Villares | 32        |

## Administración y política

### Gobierno municipal
| Periodo   | Nombre                         | Partido | Partido                           |
| --------- | ------------------------------ | ------- | --------------------------------- |
| 1979-1983 | José Martín Méndez             |         | Unión de Centro Democrático (UCD) |
| 1983-1991 | José Martín Méndez             |         | Alianza Popular (AP)              |
| 1991-2019 | José Martín Méndez             |         | Partido Popular (PP)              |
| 2019-act. | José Buenaventura Recio García |         | Ciudadanos (CS)                   |

| Partido político                                             | 2023  | 2023  | 2023       | 2019  | 2019  | 2019       | 2015  | 2015  | 2015       | 2011  | 2011  | 2011       | 2007  | 2007  | 2007       | 2003  | 2003  | 2003       |
| Partido político                                             | %     | Votos | Concejales | %     | Votos | Concejales | %     | Votos | Concejales | %     | Votos | Concejales | %     | Votos | Concejales | %     | Votos | Concejales |
| Partido Popular (PP)                                         | 40,13 | 1289  | 5          | 40,27 | 1274  | 5          | 40,73 | 1155  | 6          | 61,02 | 1658  | 9          | 55,29 | 1390  | 7          | 58,04 | 1090  | 7          |
| Ciudadanos (CS)                                              | 28,70 | 922   | 4          | 29,17 | 923   | 4          | 28,21 | 800   | 4          | —     | —     | —          | —     | —     | —          | —     | —     | —          |
| Partido Socialista Obrero Español (PSOE)                     | 23,16 | 744   | 3          | 20,61 | 652   | 3          | 16,93 | 480   | 2          | 16,27 | 442   | 2          | 24,42 | 614   | 3          | 38,34 | 720   | 4          |
| Vox                                                          | 6,75  | 217   | 1          | —     | —     | —          | —     | —     | —          | —     | —     | —          | —     | —     | —          | —     | —     | —          |
| Partido Independiente de Villares de la Reina (P.I.Villares) | —     | —     | —          | 7,81  | 247   | 1          | 8,43  | 239   | 1          | 17,04 | 463   | 2          | 12,69 | 319   | 1          | —     | —     | —          |
| Unión Progreso y Democracia (UPyD)                           | —     | —     | —          | —     | —     | —          | 2,29  | 65    | 0          | —     | —     | —          | —     | —     | —          | —     | —     | —          |
| Izquierda Unida (IU)                                         | —     | —     | —          | —     | —     | —          | —     | —     | —          | —     | —     | —          | 4,49  | 113   | 0          | —     | —     | —          |
| Unión del Pueblo Salmantino (UPSa)                           | —     | —     | —          | —     | —     | —          | —     | —     | —          | —     | —     | —          | —     | —     | —          | 0,72  | 18    | 0          |

#### Evolución de la deuda viva municipal
El concepto de deuda viva contempla solo las deudas con cajas y bancos relativas a créditos financieros, valores de renta fija y préstamos o créditos transferidos a terceros, excluyéndose, por tanto, la deuda comercial.
| Gráfica de evolución de la deuda viva del Ayuntamiento entre 2008 y 2023                                       |
| |
| Deuda viva del Ayuntamiento de Villares de la Reina, en miles de euros, según datos del Ministerio de Hacienda |

## Monumentos y lugares de interés

### Iglesia parroquial de San Silvestre

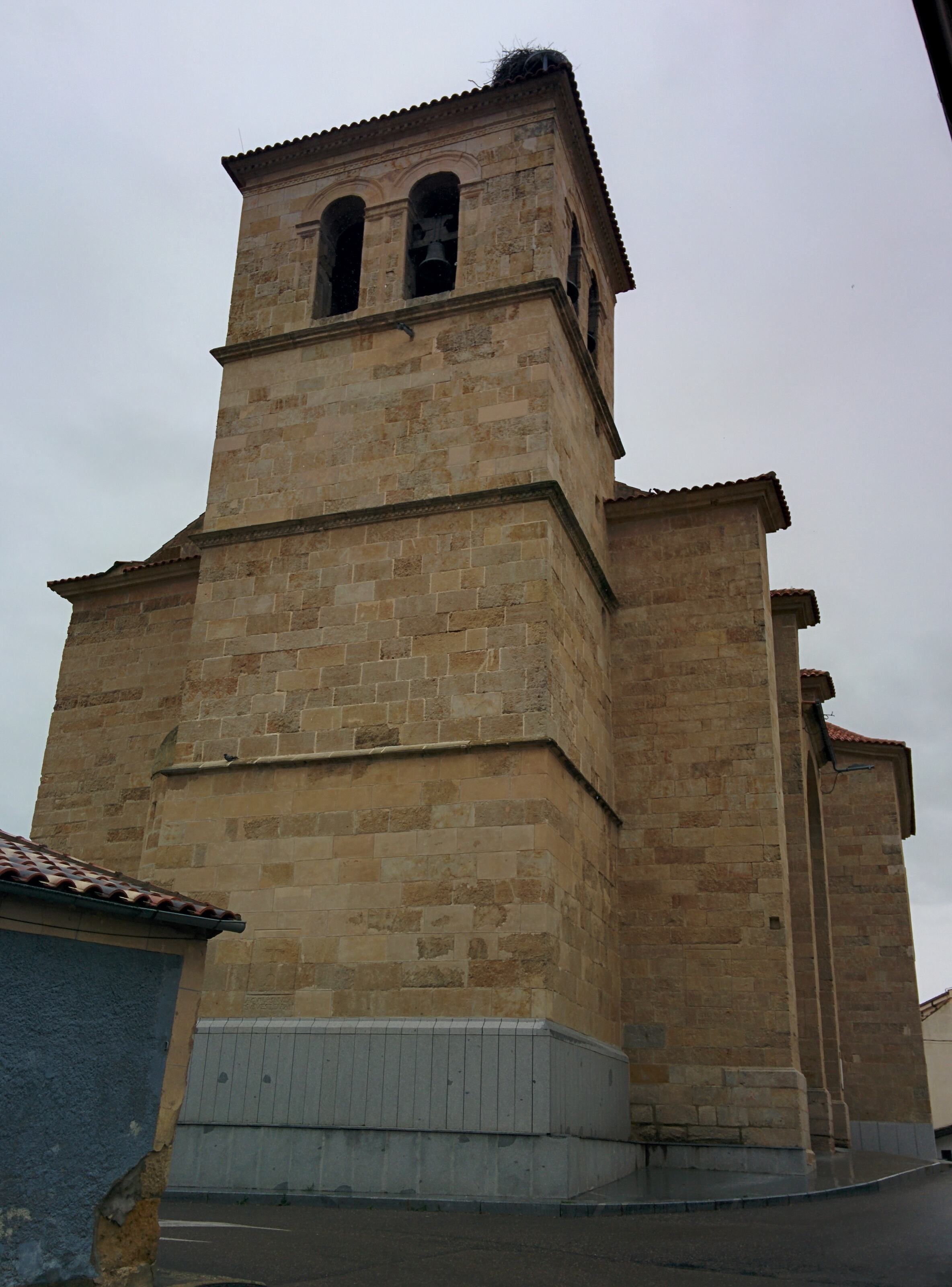
Torre de la iglesia de San Silvestre

La iglesia parroquial de Villares de la Reina comenzó a construirse en el año 1619 por mandato del entonces Obispo de Salamanca D. Francisco Hurtado de Mendoza. Una vez finalizado el proyecto se empezó a construir sobre el solar de la antigua iglesia, de la que quedan la sacristía, en cuyo testero aparece la fecha de 1599 y la torre, de estilo románico, probablemente del siglo XIV. 
Toda la iglesia está construida en piedra de Villamayor, a excepción de la entrada principal que es de piedra de granito. Se alza en la parte más alta del pueblo y ocupa el exterior una superficie total de 620.80 metros cuadrados, incluyendo la torre que es de forma cuadrangular y resulta muy achatada en comparación con la esbeltez de la iglesia, el trastero y el calavernario. La superficie exterior es de 38.80 metros de longitud y 16 metros de anchura.
Tanto las paredes como los arcos de piedra franca de Villamayor, bien labrada, precisamente de Villamayor eran también los canteros que la labraron. Los arcos de medio cañón como los ojivales tienen un espesor de un metro. 
El trastero está situado en la parte norte de la iglesia y el calavernario por el Poniente, junto a la torre.
El interior es una perfecta cruz latina y tiene una superficie total de 364.66 metros cuadrados. Es una sola nave con bóveda de medio cañón en el cuerpo y arcos ojivales en los brazos del crucero. En el centro del crucero se alza sobre los cuatro arcos torales una media naranja o domo o cúpula elíptica que no aparece al exterior y remata en una bóveda.
El interior del templo lo conforman siete retablos: 
El retablo mayor, presidido en la parte central alta por el Calvario, con Cristo en la Cruz acompañado de la Virgen y San Juan, flanqueados a ambos lados por el Arcángel San Miguel y el Arcángel San Gabriel. En la parte central baja preside San Silvestre, patrón del pueblo (antiguamente el patrón fue San Sebastián). A los lados de este se encuentran San Pedro y San Pablo. La parte inferior está compuesta por dos escenas familiares, una de la Sagrada Familia y otra de la Virgen María de niña, junto con San Joaquín y Santa Ana. En el centro el Sagrario rematado por una alegoría a la Fe ciega.
En los brazos del crucero a la izquierda, el retablo y altar del Cristo de los Cofrades y el de San Francisco Javier. A la derecha, el retablo y altar de la Virgen del Rosario y el de Santa Ana. 
En la parte trasera, los retablos y altares del Cristo de la Largueza y del Ángel de la Guarda. 
La iglesia parroquial de Villares de la Reina es conocida popularmente como una de las tres "catedrales" de La Armuña, junto a las iglesias de Palencia de Negrilla y Villaverde de Guareña.

## Cultura

### Fiestas
El patrón de la localidad es San Silvestre, cuya festividad se celebra el 31 de diciembre. A pesar de ello, la semana grande de las fiestas del municipio se realiza en torno a la festividad del Corpus Christi con distintas actividades culturales y de ocio para todas las edades. Cabe destacar que, a finales de verano, último fin de semana de agosto primero de septiembre, se realizan otras fiestas con motivo de la despedida del verano.
Desde 2020, el pueblo cuenta con un taller de teatro formado por personas del pueblo y del alfoz teniendo como nombre Entremasas teatro.[cita requerida]

### Estadio Helmántico
En el término municipal también se encuentra el estadio Helmántico donde jugaba la Unión Deportiva Salamanca, y donde juega en la actualidad el Salamanca Club de Fútbol UDS.